# بابک (هزاربد)
بابک (پارسی میانه: Papak/Pabag) یکی از نجیب‌زادگان ساسانی در سده سوم میلادی در زمان حکومت شاپور یکم و هزاربد ارتش ساسانی بود.

## زندگی

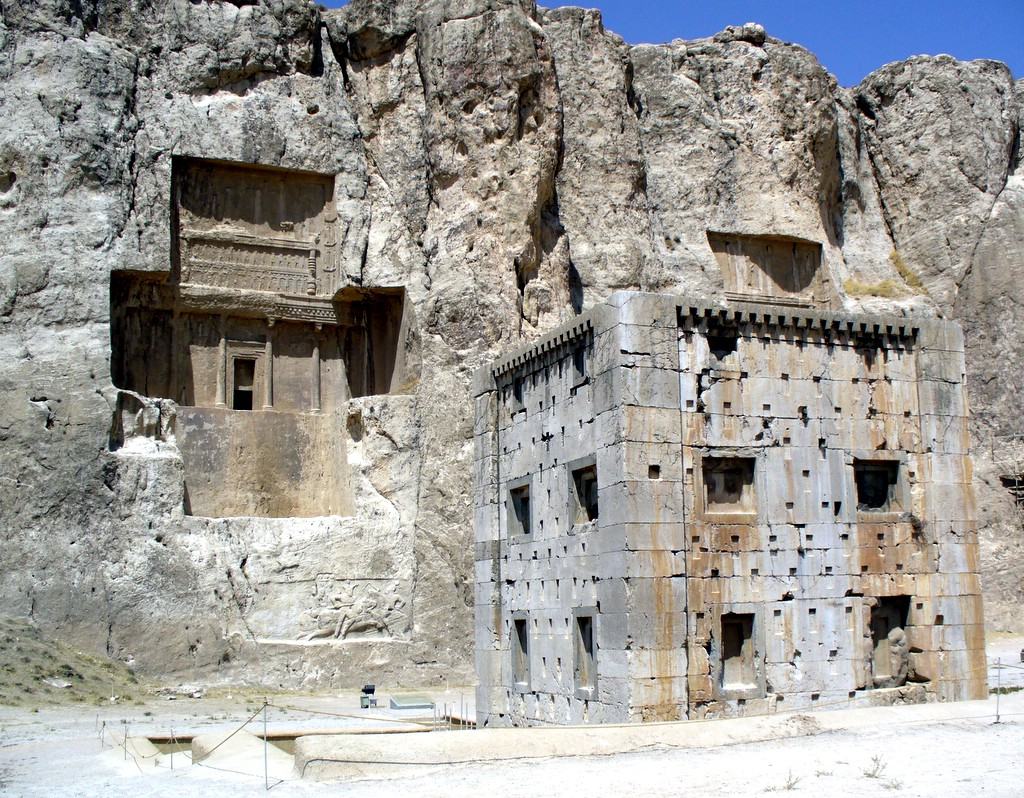
کعبه زرتشت، جایی که سنگ‌نوشته شاپور یکم حک شده‌است

از او در سنگ‌نوشته شاپور یکم بر کعبه زرتشت به عنوان هزاربد یاد شده‌است. او در این سنگ‌نوشته در میان ۶۷ نجیب‌زاده در رتبهٔ یازدهم قرار دارد. در مورد خویشاوندی وی یا حتی اگر وی با سایر اشراف و مقامات ذکر شده در منابع ارتباط داشته باشد، هیچ چیزی مشخص نیست.